# Serhij Rutenko
Serhij Serhijowycz Rutenko (ukr. Сергій Сергійович Рутенко ;ur. 3 października 1980) – ukraiński zapaśnik startujący w stylu klasycznym. Brązowy medalista mistrzostw Europy w 2012.  
Wojskowy mistrz świata w 2010. Drugi w Pucharze Świata w 2005. Mistrz świata juniorów w 2000 roku.